# Oudarnik (oblast de Magadan)
Oudarnik (en russe : Ударник) est un village russe abandonné du raïon de Soussouman de l'oblast de Magadan, dans la région extrême-orientale de la Kolyma.

## Géographie
Le village de Oudarnik se situe dans l'oblast de Magadan, un oblast de la Sibérie du nord-est, en Russie extrême-orientale. La localité fait partie de la région de la Kolyma, et du district fédéral d'Extrême-Orient. Le village se trouve dans le raïon de Soussouman, une subdivision de l'oblast.  
Oudarnik, comme tout l'oblast de Magadan, se trouve dans le fuseau horaire MSK+8 (heure de Magadan). Le décalage horaire appliqué par rapport au temps universel coordonné est +10:00.

## Démographie
Recensements (*) et estimations de la population :
| 2002 * | 2010* | 2021* | - |
| ------ | ----- | ----- | - |
| 204    | 16    | 0     | - |